# 惜福镇街道
惜福镇街道是中国山东省青岛市城阳区下辖的一个街道。

## 行政区划
惜福镇街道下辖盛苑社区、西葛家社区、小庄社区、杨家村社区、王家村社区、松树庄社区、科埠社区、宫家村社区、傅家埠社区、青峰社区、西铁社区、惜福镇社区、吴家村社区、河湾社区、霞沟社区、东荆社区、演礼社区、后庄社区、东铁社区、李辛社区、前金社区、西荆社区、书院社区、黄家营社区、东葛家社区、后金社区、棉花社区、院后社区、超然社区、南寨社区、牟家社区、纸房社区。